# Lucas Agazzi
Lucas Agazzi Galeano (Montevideo, 2 maggio 2005) è un calciatore uruguaiano, centrocampista del Defensor Sporting.

## Carriera

### Club
Agazzi è cresciuto nel Defensor Sporting dove ha debuttato il 7 febbraio 2023 nell'incontro di Primera División perso 3-1 contro il Fénix. Ha segnato il suo primo gol il 30 aprile seguente nel successo per 4-0 in casa del River Plate (M) e nel mese di dicembre è stato inserito dall'AUF fra i tre migliori debuttanti della stagione appena conclusa.

### Nazionale
Ha giocato con la nazionale giovanile uruguaiana Under-20, con la quale nel 2025 ha anche giocato 9 partite nel campionato sudamericano di categoria.

## Statistiche

### Presenze e reti nei club
Statistiche aggiornate al 20 aprile 2024.
| Stagione        | Squadra           | Campionato      | Campionato | Campionato | Coppe nazionali | Coppe nazionali | Coppe nazionali | Coppe continentali | Coppe continentali | Coppe continentali | Altre coppe | Altre coppe | Altre coppe | Totale | Totale | Totale |
| Stagione        | Squadra           | Comp            | Pres       | Reti       | Comp            | Pres            | Reti            | Comp               | Pres               | Reti               | Comp        | Pres        | Reti        | Pres   | Reti   |        |
| --------------- | ----------------- | --------------- | ---------- | ---------- | --------------- | --------------- | --------------- | ------------------ | ------------------ | ------------------ | ----------- | ----------- | ----------- | ------ | ------ | ------ |
| 2023            | Defensor Sporting | PD              | 27         | 3          | CU              | 2               | 0               | CS                 | 1                  | 0                  |             | -           | -           | 30     | 3      |        |
| 2024            | Defensor Sporting | PD              | 8          | 0          | CU              | 0               | 0               | CL                 | 2                  | 0                  | SU          | 1           | 0           | 11     | 0      |        |
| Totale carriera | Totale carriera   | Totale carriera | 35         | 3          |                 | 2               | 0               |                    | 3                  | 0                  |             | 1           | 0           | 41     | 3      |        |

## Palmarès

### Club

#### Competizioni nazionali
- Copa Uruguay: 2

Defensor Sporting: 2023, 2024